# 사인바

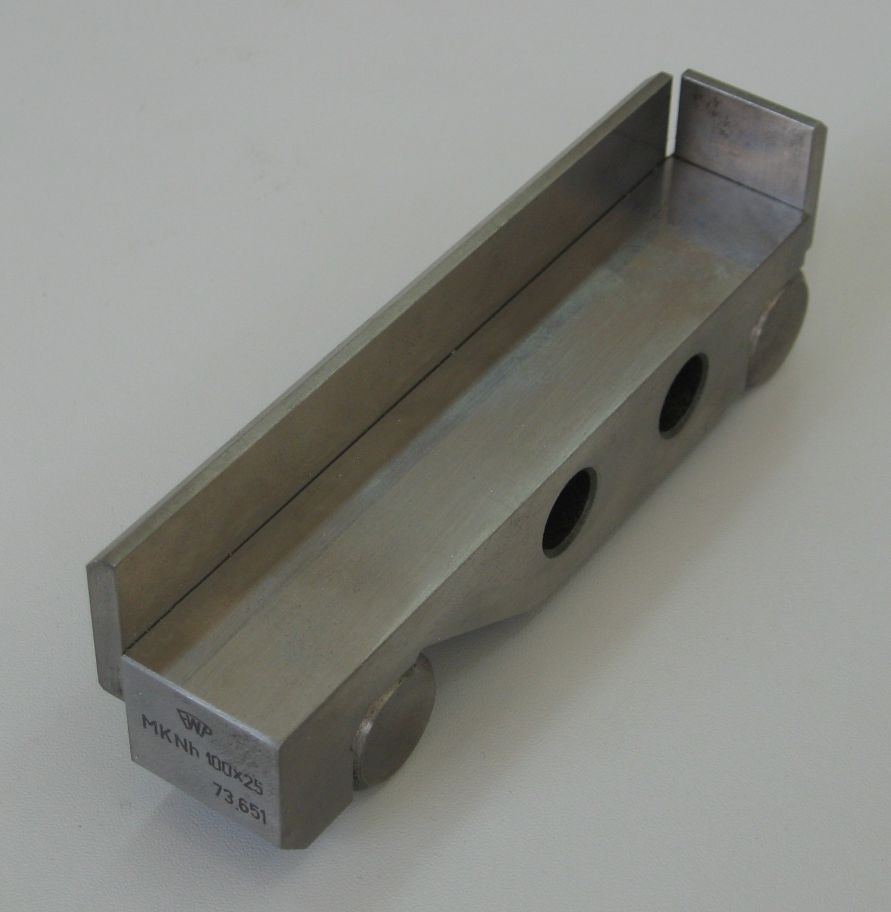

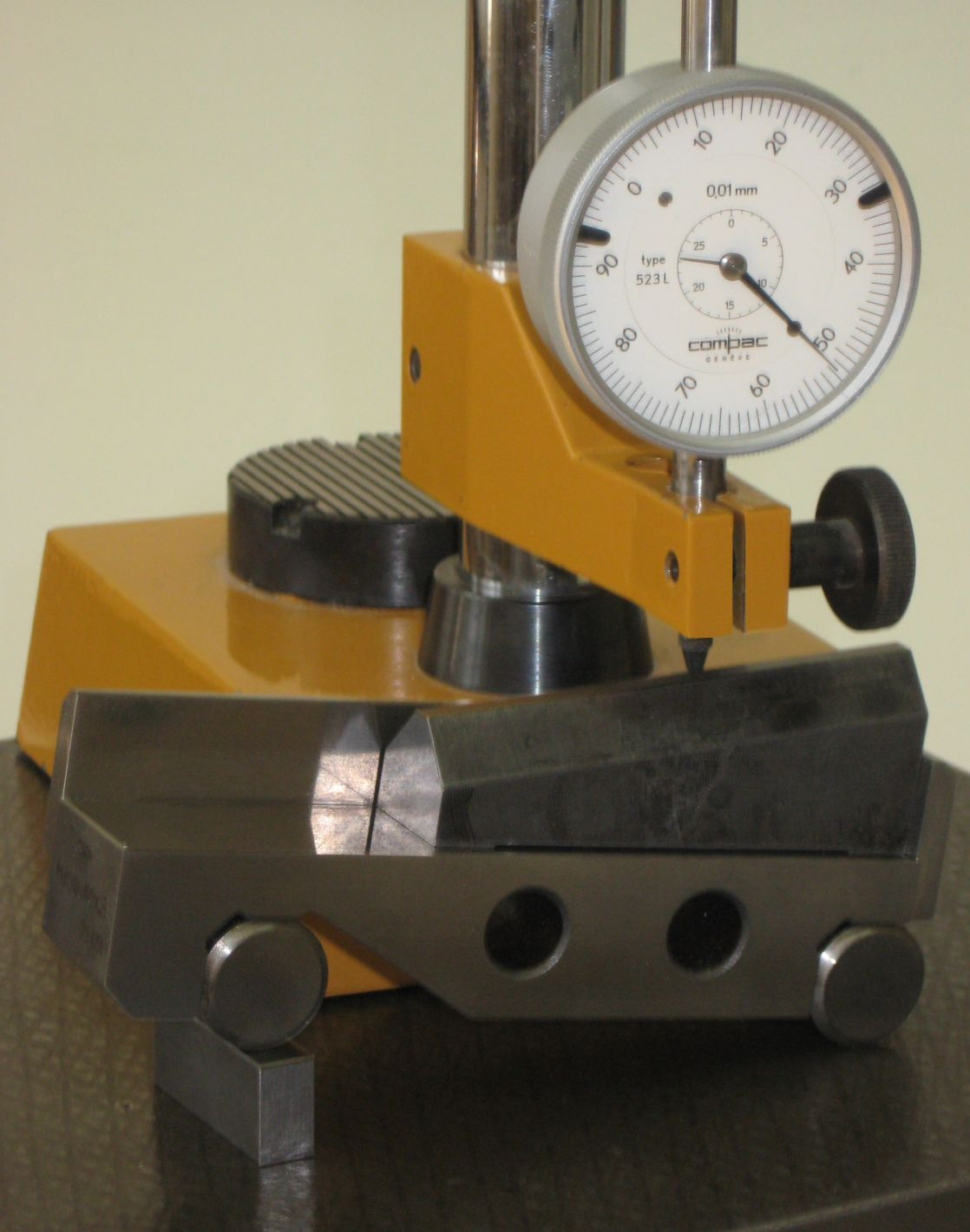

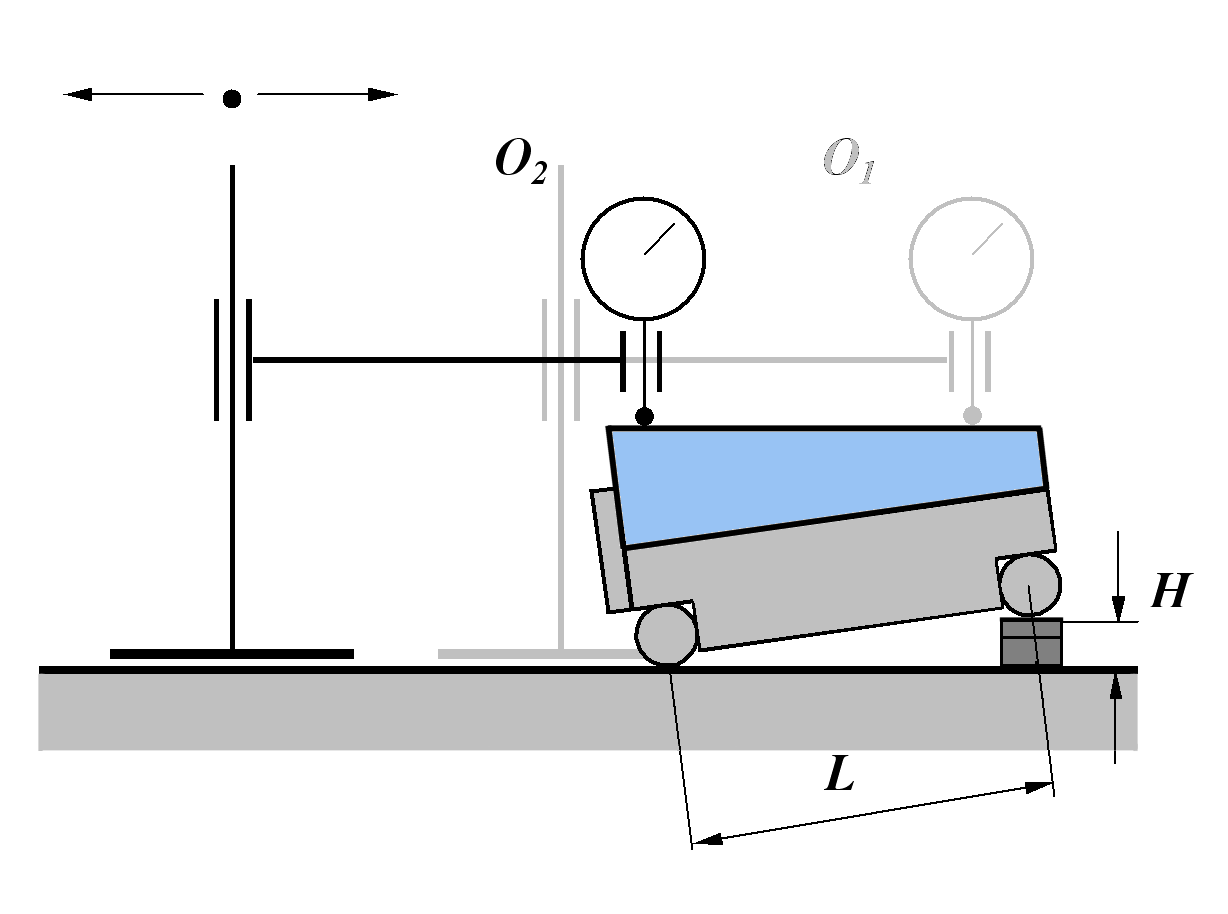

사인바(sine bar)는 삼각함수 sine을 이용하여 각도를 측정하거나 또는 임의의 각도를 설정하기 위한 것이다.